# Homophymia
Homophymia is een geslacht van sponsdieren uit de klasse van de Demospongiae (gewone sponzen). 

## Soorten
- Homophymia lamellosa Vacelet & Vasseur, 1971
- Homophymia pollubrum Schlacher-Hoenlinger, Pisera & Hooper, 2005
- Homophymia stipitata Kelly, 2000